# Taxithelium spathulifolium
Taxithelium spathulifolium är en bladmossart som beskrevs av Hugh Neville Dixon 1935. Taxithelium spathulifolium ingår i släktet Taxithelium och familjen Sematophyllaceae. Inga underarter finns listade i Catalogue of Life.